# Општина Макреш
Општина Макреш (буг. Община Макреш) је општина на северозападу Бугарске и једна од једанаест општина Видинске области. Општински центар је село Макреш. Према подацима пописа из 2021. године општина је имала 1.067 становника. Простире се на површини од 228,79 km².
Општина се на западу граничи са Србијом (град Зајечар и општина Књажевац) где природну границу чини Стара планина, на северу са општином Кула и Грамада, на југоистоку са општином Димово, а на југу са општином Белоградчик.

## Насељена места
Општину чине седам села:
- Валчек
- Киреево
- Макреш
- Подгоре
- Раковица
- Толовица
- Цар Шишманово